# Mărcușa
Mărcușa (węg. Kézdimárkosfalva) – wieś w Rumunii, w okręgu Covasna, w gminie Catalina. W 2011 roku liczyła 637 mieszkańców.